# Islamisches Zentrum Hamburg

L'Islamische Zentrum Hamburg (Centre islamique de Hambourg) était une organisation chiite dont le directeur était nommé par l'État iranien. Le centre possèdait la mosquée Imam-Ali et il est membre du conseil central des musulmans d'Allemagne. L'organisation a été interdit par la gouvernement allemand en juillet 2024.
Ce centre est fondé par des hommes d"affaires iraniens en 1953. Il a été dirigé notamment par Mohammad Beheshti de 1965 à 1970, puis par Mohammad Mojtahed Shabestari, par Mohammad Khatami de 1978 à 1980, et par Reza Hosseini Nassab de 1999 à 2003, et par Reza Ramezani Gilani de 2009 à 2018,,.
En novembre 2023, l'IZH, soupçonné de liens avec le Hezbollah, fait l'objet d'une perquisition,.
En juillet 2024, l'organisation est jugée inconstitutionnelle et interdite par le gouvernement Scholz,. L'IZH servait notamment au pouvoir iranien pour propager son idéologie totalitaire islamiste selon la ministre de l'intérieur allemande. Certains experts, dont Ulrike Becker, souligne le retard pris pour sa fermeture car l'organisation représentait "un danger pour la sécurité intérieure et en particulier les iraniens en exil et les juifs".